# Système d'information terminal

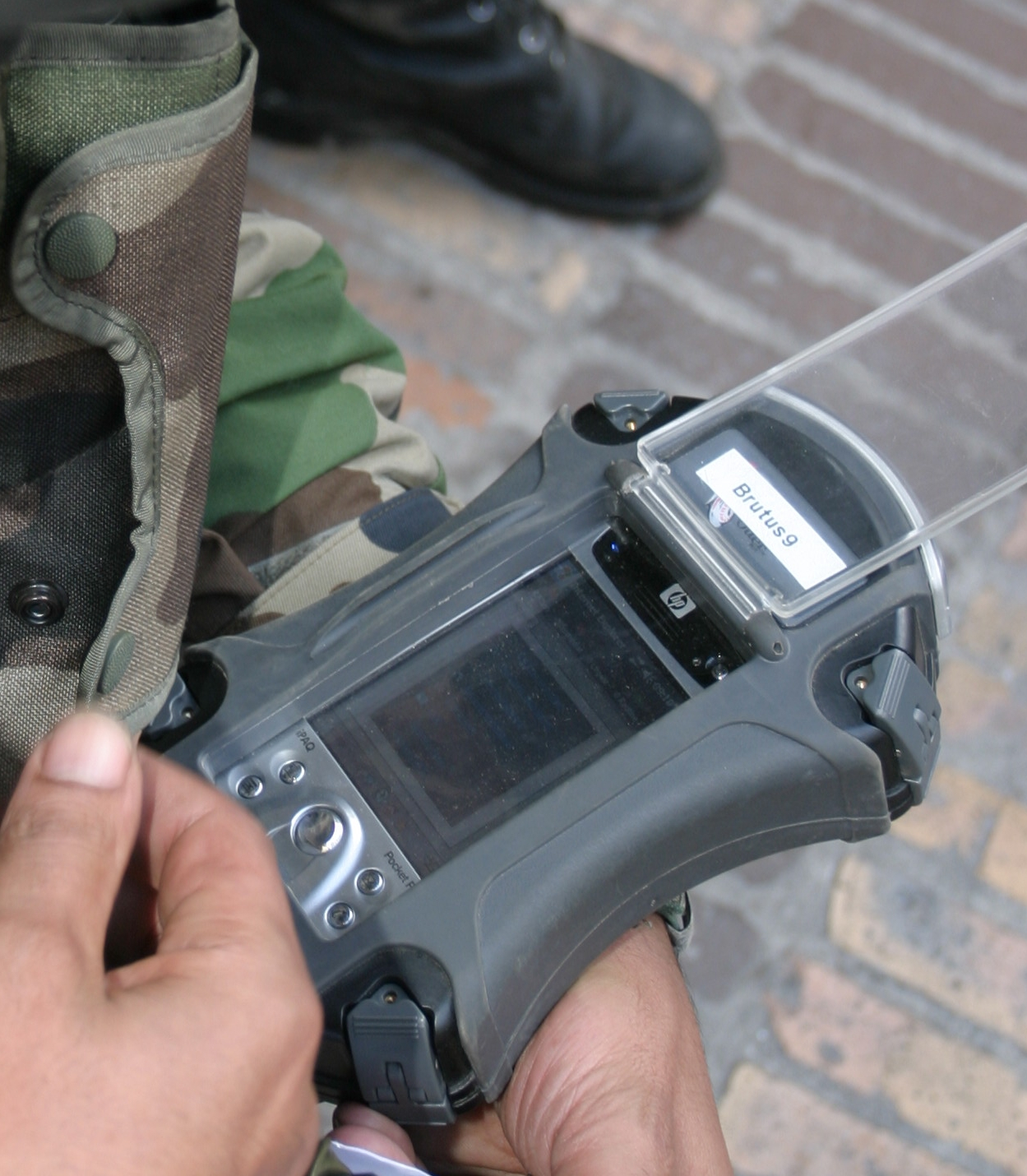
Terminal BRUTUS d'un chef de section du 2e régiment étranger d'infanterie en 2007.

Le système d'information terminal est un système d'information du niveau exécution (groupe de combat, engin ou patrouille) de l'Armée de terre (France).
Il permet à son utilisateur de connaître sa position par rapport aux autres éléments amis et ennemis repérés, et de renseigner l'échelon supérieur quant à l'évolution de la situation. Il est utilisable en version embarquée ou débarquée. Il utilise en outre un boîtier répondeur d'unité terminale à l'usage des systèmes d'information terminaux (BRUTUS).